# Орсомарсо (футбольный клуб)
«Орсома́рсо» (исп. Orsomarso Sportivo Clube) — колумбийский профессиональный футбольный клуб, базирующийся в городе Пальмира. Клуб образован в 2012 году и проводит домашние матчи на стадионе «Франсиско Ривера Эскобар», вмещающем 9 000 зрителей. С 2016 года выступает в Примере B. Клуб назван в честь итальянской коммуны Орсомарсо.

## История
«Орсомарсо» появился в 2012 году по инициативе Хосе Габриэля Санджованни, сына бывшего президента «Америки Кали» Хосе «Пепино» Санджованни и брата Оресте Санджованни, нынешнего президента «красных дьяволов». Название команде было дано в честь малой родины дона «Пепино» в Италии Орсомарсо. Футбольный клуб изначально возник как социальный проект спортивной школы для детей из малообеспеченных семей в районе Эль-Кармело города Канделария.
В 2016 году клуб дебютировал во втором дивизионе после покупки лицензии на участие ликвидированного клуба «Униаутонома».